# Ito Takuma
Ito Takuma (伊藤 拓真 Itō Takuma, sinh ngày 11 tháng 8 năm 1986) là một cầu thủ bóng đá người Nhật Bản. Anh hiện tại thi đấu cho ReinMeer Aomori ở Giải bóng đá Nhật Bản.
Anh từng thi đấu ở S.League của Singapore cho Albirex Niigata FC (Singapore) và Geylang International. Anh khởi đầu sự nghiệp với Thespa Kusatsu.

## Thống kê câu lạc bộ
Cập nhật đến ngày 20 tháng 2 năm 2018.
| Nhật Bản                  | Mùa giải            | Giải vô địch         | Giải vô địch         | Giải vô địch         | Cúp Hoàng đế Nhật Bản | Cúp Hoàng đế Nhật Bản | J.League Cup  | J.League Cup  | Tổng    | Tổng      |
| Nhật Bản                  | Mùa giải            | Hạng đấu             | Số trận              | Bàn thắng            | Số trận               | Bàn thắng             | Số trận       | Bàn thắng     | Số trận | Bàn thắng |
| ------------------------- | ------------------- | -------------------- | -------------------- | -------------------- | --------------------- | --------------------- | ------------- | ------------- | ------- | --------- |
| Thespa Kusatsu            | 2009                | J2 League            | 0                    | 0                    | 0                     | 0                     | -             | -             | 0       | 0         |
| Thespa Kusatsu            | 2010                | J2 League            | 5                    | 0                    | 0                     | 0                     | -             | -             | 5       | 0         |
| Thespa Kusatsu            | 2011                | J2 League            | 0                    | 0                    | 0                     | 0                     | -             | -             | 0       | 0         |
| Singapore                 | Mùa giải            | Giải vô địch         | Giải vô địch         | Giải vô địch         | Cúp bóng đá Singapore | Cúp bóng đá Singapore | Cúp Liên đoàn | Cúp Liên đoàn | Tổng    | Tổng      |
| Singapore                 | Mùa giải            | Hạng đấu             | Số trận              | Bàn thắng            | Số trận               | Bàn thắng             | Số trận       | Bàn thắng     | Số trận | Bàn thắng |
| Albirex Niigata Singapore | 2012                | S.League             | 24                   | 0                    | 3                     | 0                     | 3             | 0             | 30      | 0         |
| Geylang International     | 2013                | S.League             | 23                   | 0                    | 3                     | 0                     | 3             | 0             | 29      | 0         |
| Nhật Bản                  | Mùa giải            | Tohoku Soccer League | Tohoku Soccer League | Tohoku Soccer League | Cúp Hoàng đế Nhật Bản | Cúp Hoàng đế Nhật Bản | J.League Cup  | J.League Cup  | Tổng    | Tổng      |
| Nhật Bản                  | Mùa giải            | Hạng đấu             | Số trận              | Bàn thắng            | Số trận               | Bàn thắng             | Số trận       | Bàn thắng     | Số trận | Bàn thắng |
| ReinMeer Aomori           | 2014                | JRL (Tohoku, Div. 1) | 9                    | 0                    | –                     | –                     | –             | –             | 9       | 0         |
| ReinMeer Aomori           | 2015                | JRL (Tohoku, Div. 1) | 18                   | 0                    | 1                     | 0                     | –             | –             | 19      | 0         |
| ReinMeer Aomori           | 2016                | JFL                  | 30                   | 0                    | –                     | –                     | –             | –             | 30      | 0         |
| ReinMeer Aomori           | 2017                | JFL                  | 24                   | 0                    | –                     | –                     | –             | –             | 24      | 0         |
| Tổng cộng sự nghiệp       | Tổng cộng sự nghiệp | Tổng cộng sự nghiệp  | 133                  | 0                    | 7                     | 0                     | 6             | 0             | 146     | 0         |